# Erik Stifjell

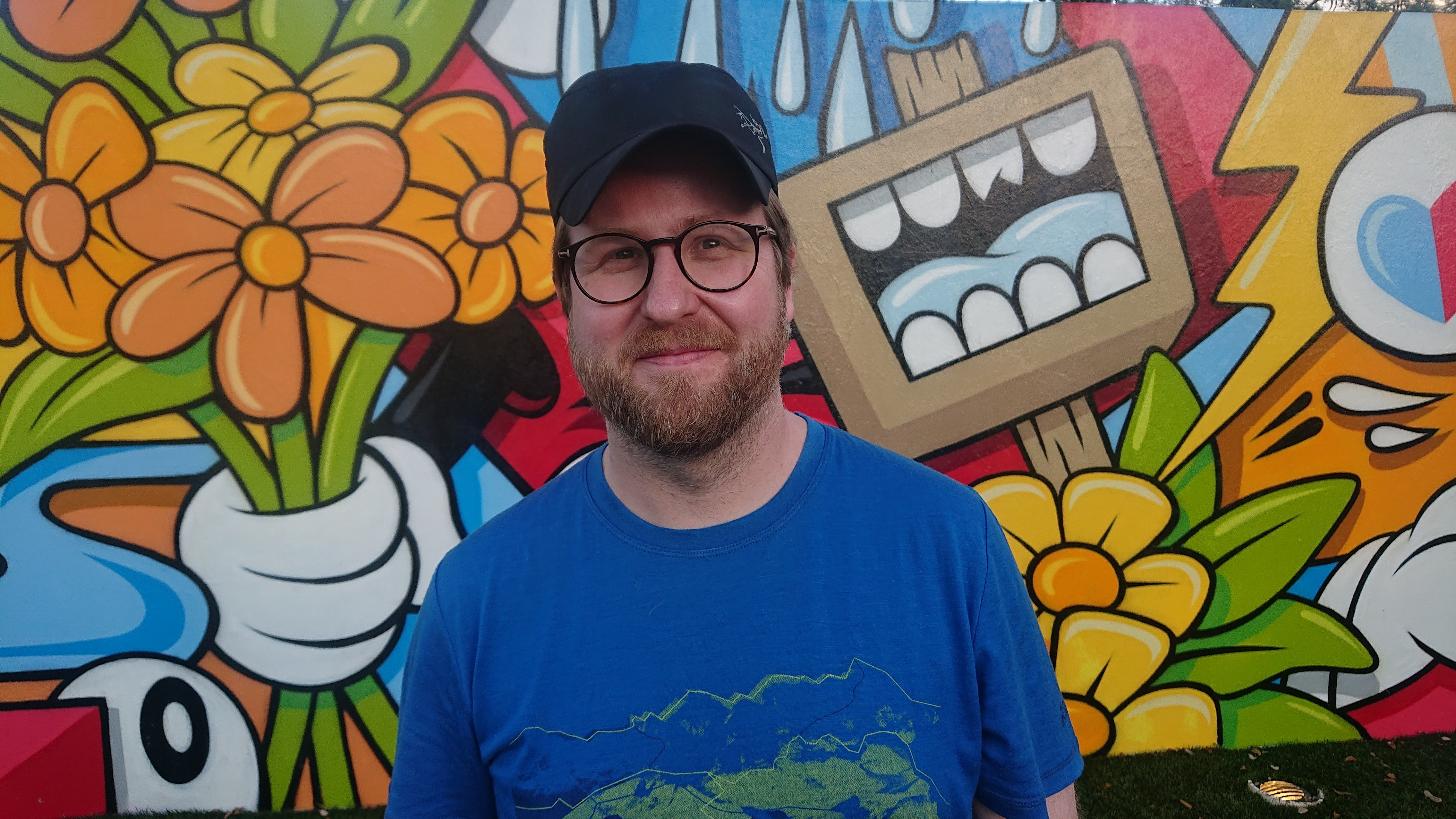
Erik Stifjell

Erik Stifjell (Mo i Rana, 2 augustus 1976) is een Noors componist, muziekpedagoog en slagwerker.

## Levensloop
Stifjell studeerde slagwerk aan de faculteit voor kunst en muziek van de Høgskolen i Tromsø in Tromsø en compositie bij Jørgen Mortensen aan het Vestjysk Musikkonservatorium (VMK) in Esbjerg. Van 2000 tot 2007 werkte hij als slagwerker (o.a. Aalborg Amt Symphony Orchestra; Aalborg Symphony Orchestra; Lofoten and Vesterålen Symphony Orchestra; Bodø Sinfonietta; Trondheim Symphony Orchestra; Tromsø Symphony Orchestra; The Norwegian Army Band, Harstad), componist en muziekleraar. Zijn werkzaamheden als componist werden steeds belangrijker. In 2007 vertrok hij naar Nederland, om bij Yannis Kyriakides en Gilius van Bergeijk aan het Koninklijk Conservatorium in Den Haag zijn Master studies in compositie te voltooien.
Samen met anderen richtte hij het "KontAk festival" en het internationale componistencollectief "Lüdkamer" op.
Als componist schreef hij tot nu (einde 2009) rond 40 werken voor diverse genres, inclusief film en (muziek-)theater.

## Composities

### Werken voor orkest
- 2008 la ligne droite conduit a la perte de l'humanité, voor eufonium solo, strijkorkest en elektronica

### Werken voor harmonieorkest
- 2005 Unheimlichmaneuver, voor harmonieorkest - verplicht werk voor het "Norwegian Symphonic Band Championship, Trondheim" in 2005

### Muziektheater

#### Balletten
| Voltooid in | titel                                   | aktes | première                                           | libretto                 | choreografie     |
| ----------- | --------------------------------------- | ----- | -------------------------------------------------- | ------------------------ | ---------------- |
| 2002        | LIV                                     |       | 23 juni 2002, Tromsø, The Festival of North Norway | tekst: non-verbaal       |                  |
| 2004        | Ensom i Tosomheten (Lonely in a couple) |       | 24 maart 2004, Tromsø, "The Monologfestival"       |                          | Marianne Nordnes |
| 2004        | Stormen (The Tempest)                   |       | 4 juni 2004, Hammerfest, Flerbrukshallen           | naar William Shakespeare |                  |
| 2004        | UR                                      |       | april 2004, Tromsø, KULTA Black Box                |                          |                  |

#### Toneelmuziek
- 2003 Bible-Babel-Rabble-Hullabaloo, voor vrouwenstem, 2 trompetten, 2 slagwerkers - tekst: non-verbaal - première: 23 januari 2003, Tromsø, Openingsceremonie van het Nothern Lights Festival
- 2005 Facing, voor sopraan, unisono koor, elektronica - tekst: Bijbel (gecomponeerd voor het "Surtr - International Fire-Art Symposium, Tromsø")
- 2006 Ashes to Ashes, voor elektronica - tekst: Harold Pinter
- 2007 Poteter har ingen vinger - tekst: Christina Veronika Mauer
- 2009 o p a L, voor acteur met muzikaliteit, 3 radio's en laptop
- 2009 wave(s), voor een brand-sculptuur van Tor-Bjørn Gundersen

### Werken voor koren
- 1999 I tid og rum (Passing time and space), voor gemengd koor - tekst: Arnulf Øverland

### Vocale muziek
- 1999 August, voor zangstem en vibrafoon - tekst: Kristen Gundelach
- 2008 l i v E s, voor sopraan, piano, spreker-installatie, piano (zonder speler) - tekst: diverse fragmenten

### Kamermuziek
- 1998 Duo-de-soni, voor marimba en piano
- 1998 Prelude, voor sopraansaxofoon, piano en slagwerk
- 1999 Polka & Andante Espressivo, voor koperkwintet
- 1999 reichmania, voor blaaskwintet
- 2007 Seppuku - "cutting the belly", voor klarinet en marimba
- 2007 Fritt valg på nederste hylle (free choice on the lower shelf), voor twee lage koperinstrumenten
- 2008 rumspringa, voor strijkkwartet
- 2008 Geen Seks, voor trombone, vibrafoon, altviool, cello en een groot aantal gelijkstroom generatoren
- 2009 aritmanti, voor zeven instrumenten (basklarinet, tenorsaxofoon, trompet, trombone, altviool, cello en elektrische gitaar)
- 2009 shots in layers B52s, earthquakes, motherfuckers and instant deaths in 4 minutes, voor piano, contrabas, fender rhodes, elektr. basgitaar, accordeon en slagwerk
- 2009 fire nye år med...Je-eJ---Je-eJ---Je-eJ---nssn-----nssn-----ns!, voor 3 trombones, 3 televisieapparaten en pullmanstoel

### Werken voor slagwerk
- 2008 GCD = 1, LCM = 6469693230, voor marimba solo
- 2008 ‘n saith ddigidau, voor slagwerk trio
- 2009 eight jingles with meaningless titles, voor 16 slagwerk-instrumenten met vijf spelers

### Filmmuziek
- 2003 Incile
- 2003 Dog, Sunday, eleven a.m.
- 2003 Iron Glass Fire Meet
- 2004 Picture
- 2004 Takst
- 2005 X-word
- 2008 Zoom de Temps
- 2008 Parat

### Elektronische muziek
- 2003 pec, voor elektronica - première: 20 juni 2003, Hälleforsnäs, Shearing Experiences Symposium
- 2006 sails, voor elektronica
- 2008 sinusoid, voor 127 gelijkstroom generatoren en spreker installatie